# IC 2339
IC 2339 је спирална галаксија у сазвјежђу Рак која се налази на листи објеката дубоког неба у Индекс каталогу.
Деклинација објекта је + 21° 20' 51" а ректасцензија 8h 23m 34,2s. Привидна величина (магнитуда) објекта IC 2339 износи 14,4 а фотографска магнитуда 15,1. IC 2339 је још познат и под ознакама UGC 4383, MCG 4-20-45, CGCG 119-80, IRAS 08206+2130, ARP 247, KCPG 161A, PGC 23545.